# Twan Burg
Twan Burg (Schijndel, 2 d'abril de 1990), és un economista i jugador d'escacs neerlandès, que té el títol de Gran Mestre des de 2015. És un dels millors jugadors holandesos en resolució de problemes, aficionat als escacs per correspondència i al shogi. Forma part del Club Escacs Mollet des del gener del 2016.
A la llista d'Elo de la FIDE del febrer de 2023, hi tenia un Elo de 2518 punts, cosa que en feia el jugador número 20 (en actiu) dels Països Baixos. El seu màxim Elo va ser de 2539 punts, a la llista del novembre de 2019.

## Resultats destacats en competició

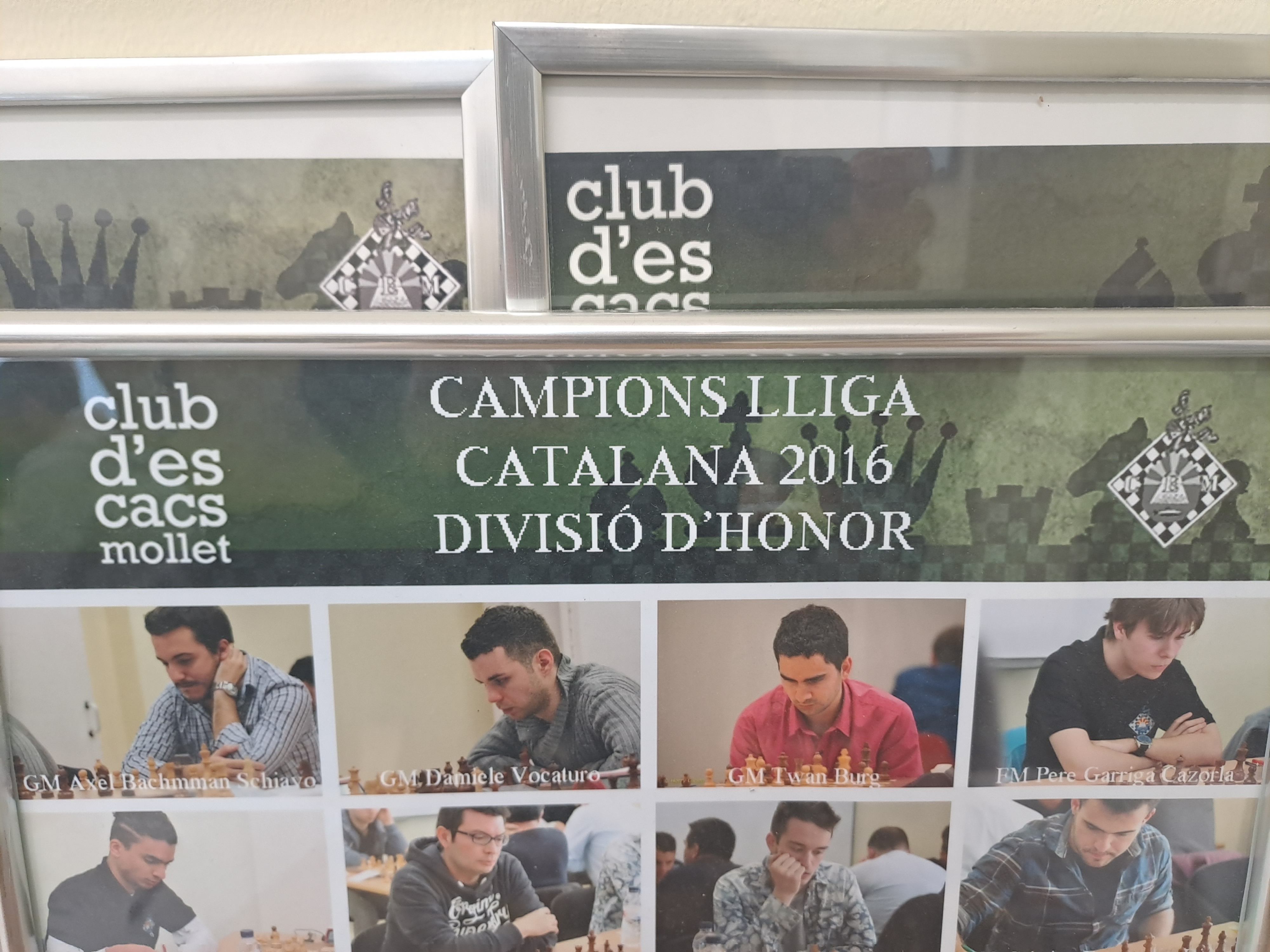
Panell al Club d'Escacs Mollet commemoratiu de la victòria a la Lliga Catalana d'Escacs de 2016. Els quatre primers jugadors són, d'esquerra a dreta, Axel Bachmann, Daniele Vocaturo, Twan Burg, i Pere Garriga

Ha estat cinc vegades campió de chess-futbol, una disciplina on els equips han de jugar a escacs i a futbol sala un contra l'altre. Entre els seus resultats destaquen les victòries contra Etienne Bacrot, Ni Hua i Anish Giri en dues ocasions.
El juliol de 2014 fou subcampió de l'Obert de Torredembarra amb 7½ punts de 9, a mig punt del campió Jorge A. González Rodríguez. El 2016 formà part del primer equip del Club Escacs Mollet que guanyà per primera vegada a la seva història la Divisió d'Honor, la màxima categoria de la Lliga Catalana d'Escacs.
El 7 de maig de 2020 es va proclamar campió del I Torneig social en línia del Club d'Escacs Mollet, on va vèncer per 3,5 a 2,5 al també Gran Mestre brasiler, Yago de Moura Santiago.